# Pölle 9 (Quedlinburg)

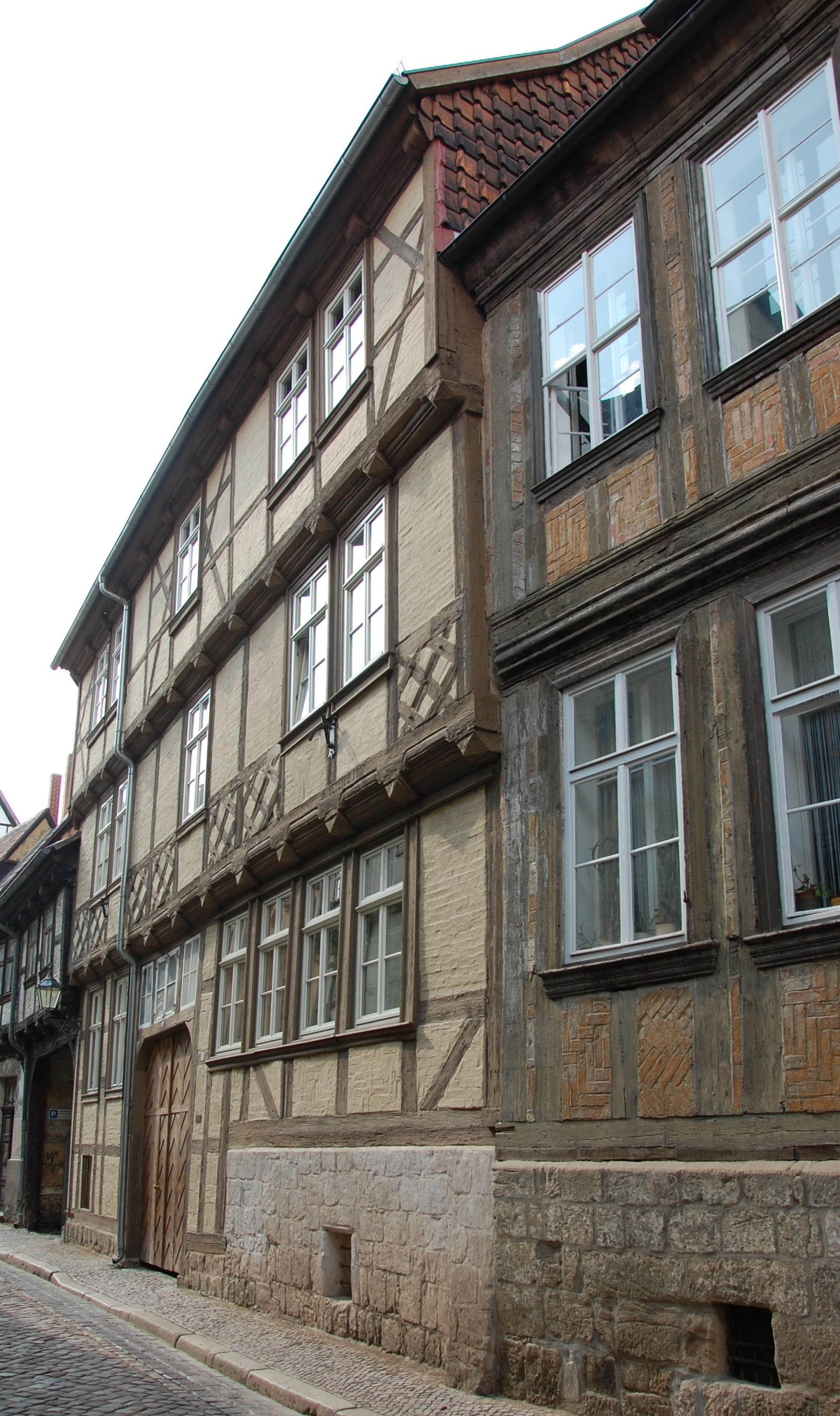
Haus Pölle 9

Das Haus Pölle 9 ist ein denkmalgeschütztes Gebäude in der Stadt Quedlinburg in Sachsen-Anhalt.

## Lage
Es befindet sich südöstlich des Marktplatzes der Stadt. Das Gebäude gehört zum UNESCO-Weltkulturerbe und ist im Quedlinburger Denkmalverzeichnis als Kaufmannshof eingetragen. Westlich grenzt das gleichfalls denkmalgeschützte Haus Pölle 8, östlich Haus Pölle 10 an.

## Architektur und Geschichte
Das große dreigeschossige Fachwerkhaus wurde nach einer an der Stockschwelle befindlichen Inschrift im Jahr 1687 durch den Quedlinburger Zimmermeister Andreas Besen gebaut. Auf Besen verweist die Bezeichnung A. BESEN ZM. Der frühbarocke Bau ist von mit Ziernägeln versehenen Rautenkreuzen geschmückt. Im Haus befindet sich eine Tordurchfahrt.
Auf der Ostseite des Hofes steht ein im 18. Jahrhundert auf einem Sockel aus Sandsteinquadern errichteter Gebäudeflügel. Der Flügel wurde mehrfach unter Verwendung unterschiedlicher Baumaterialien wie Bruchsteinen, Lehm und Ausmauerung von Gefachen mit Backsteinen erweitert.